# Eurypygimorphae
Eurypygimorphae o Phaethontimorphae es un clado de aves que contiene los órdenes Phaethontiformes (rabijuncos o aves del trópico) y Eurypygiformes (kagú y tigana) recuperados por análisis genómico. La relación se identificó por primera vez en 2013 basándose en sus genes nucleares. Este grupo fue definido en el PhyloCode por George Sangster y colegas en 2022 como "el clado de corona menos inclusivo que contiene a Phaethon aethereus, Eurypyga helias y Rhynochetos jubatus". Históricamente, estas aves se colocaron en diferentes partes del árbol, con las aves del trópico en Pelecaniformes y el kagú y la tigana en Gruiformes. Algunos análisis genéticos han colocado los taxones de este clado en el controvertido y obsoleto grupo Metaves, con una ubicación incierta dentro de ese grupo. Estudios moleculares más recientes apoyan su agrupación en Eurypygimorphae, que generalmente se recupera como el taxón hermano de Aequornithes dentro de Phaethoquornithes.